# São José dos Basílios
São José dos Basílios é um município brasileiro do estado do Maranhão. Foi criado pela Lei Nº 6.156, de 10 de novembro de 1994.
Entre suas escolas, uma possui o nome do já falecido ex-presidente da República João Figueiredo.

## Geografia
O município de São José dos Basílios possui uma extensão territorial de 353,720 quilômetros quadrados, ocupando a 193 posição entre os 217 municípios maranhenses em termos de área.

### Demografia
Segundo dados do Censo Demográfico de 2022, São José dos Basílios contava com 6.957 habitantes, resultando em uma densidade populacional de aproximadamente 19,67 habitante por quilômetro quadrado. No contexto estadual, o município ocupava a 198 posição em número de habitantes e a 110 em densidade demográfica comparando-se com outros municípios do estado do Maranhão. A estimativa populacional para o ano de 2024 era de 7.102 habitantes. Representa uma queda de -7,19% ao censo de 2010. 

### Educação
O município conta com rede de educação pública: Estadual (CENTRO DE ENSINO DARCY VARGAS), Municipal (Centro Educacional Presidente João Figueiredo e Unidade Integral José Bonifácio) e rede de Ensino Privada (Centro de Ensino Coimbra-CEC).
ESCOLAS DA ZONA RURAL: Unidade Integral Hipólito da Costa, Unidade Integral Presidente Castelo Branco, Escola Municipal Viriato Correia,  Escola Municipal Benjamin Costant, Escola Municipal 1º de Maio, Escola  Municipal Adventista, Escola Municipal Castro Alves.
Em 2010, a taxa de escolarização de crianças entre 6 e 14 anos em São José dos Basílios era de 97,7 %, colocando o município na 49 colocação entre os 217 do estado. Quanto ao Índice de Desenvolvimento da Educação Básica (IDEB) referente ao ano de 2023, os anos iniciais do ensino fundamental na rede pública apresentaram índice de 5,3 enquanto os anos finais atingiram 3,7.
| Taxa de escolarização de 6 a 14 anos de idade [2010]             | 97,7 %           |
| IDEB – Anos iniciais do ensino fundamental (Rede pública) [2023] | 5,3              |
| IDEB – Anos finais do ensino fundamental (Rede pública) [2023]   | 3,7              |
| Matrículas no ensino fundamental [2023]                          | 1.044 matrículas |
| Matrículas no ensino médio [2023]                                | 259 matrículas   |
| Docentes no ensino fundamental [2023]                            | 94 docentes      |
| Docentes no ensino médio [2023]                                  | 16 docentes      |
| Número de estabelecimentos de ensino fundamental [2023]          | 14 escolas       |
| Número de estabelecimentos de ensino médio [2023]                | 1 escolas        |

Fonte: IBGE

## Economia
Em 2021, o Produto Interno Bruto (PIB) per capita de São José dos Basílios foi de R$ 8.110,03, valor que colocava o município na 147 posição entre os 217 do estado do Maranhão. Já em 2023, as receitas oriundas de fontes externas representavam 96,52 % do total arrecadado pelo município, o que o posicionava em 26 lugar no ranking estadual.
| PIB per capita [2021]                                                                           | 8.110,03 R$      |
| Índice de Desenvolvimento Humano Municipal (IDHM) [2010]                                        | 0,557            |
| Total de receitas brutas realizadas [2023]                                                      | 40.707.096,36 R$ |
| Transferências correntes (Percentual em relação às receitas correntes brutas realizadas) [2023] | 96,52 %          |
| Total de despesas brutas empenhadas [2023]                                                      | 41.077.415,21 R$ |

Fonte: IBGE
| Salário médio mensal dos trabalhadores formais [2022]                                             | 2,4 salários mínimos |
| Pessoal ocupado [2022]                                                                            | 327 pessoas          |
| População ocupada [2022]                                                                          | 4,70 %               |
| Percentual da população com rendimento nominal mensal per capita de até 1/2 salário mínimo [2010] | 59,4 %               |

Fonte: IBGE

## Política
Sua história política teve os prefeitos: Wilson Borges (1997-2000); Chico Riograndense (2001-2004) (2005-2008); João da Cruz (2009-2012); Walter Riograndense (2013-2016); e Farinha Paé (2017-2020) (2021-2024), Ronaldo Vieira da Silva Junior (2025-2028)